# William Bartram
William Bartram (Kingsessing, Pennsylvania (nu Philadelphia), 20 april 1739 - Philadelphia, Verenigde Staten, 22 juli 1823) was een Amerikaanse natuuronderzoeker. Hij was de zoon van John Bartram, de stichter van Bartram's Garden. Samen met zijn vader maakte hij lange reizen door Noord-Amerika om planten te verzamelen die ze vervolgens verder kweekten in hun plantentuin. Zijn officiële afkorting als auteur van planten (vooral mossen) en schimmels is W.Bartram.

## Levensloop en werk
William en zijn vader John maakten vele reizen door toen nog weinig bezocht gebied in Noord-Amerika zoals het Catskillgebergte en Florida. William was al op jonge leeftijd een begaafd tekenaar. Hij maakte tekeningen van de planten die zijn vader had ontdekt en hielp bij het onderhouden van de plantentuin.

### Reizen
In 1773 maakte hij een vier jaar durende reis door de zuidelijke koloniën. In de jaren 1780 maakte hij weer een reis naar North Carolina, South Carolina en Georgia. Tijdens zijn reizen bestudeerde hij de flora en de fauna, maakte notities en tekeningen van planten en dieren en van de daar levende indianen (Cherokees). Na zijn terugkeer in 1791 publiceerde hij zijn reisdagboek onder de titel Travels through North and South Carolina, Georgia, East and West Florida, the Cherokee Country.

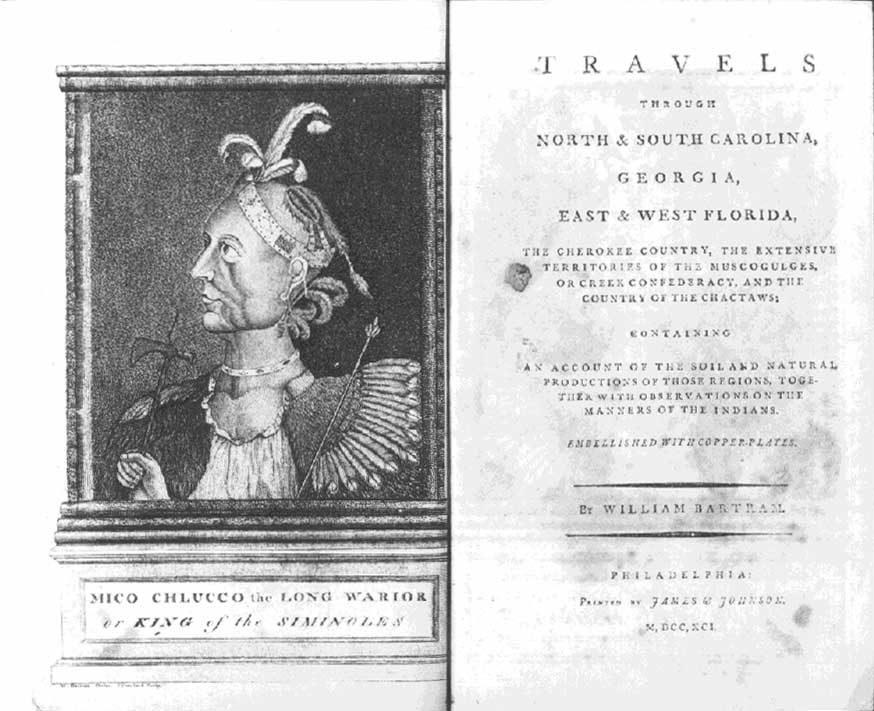
Titelblad van Travels through North and South Carolina, Georgia, East and West Florida, the Cherokee Country etc.

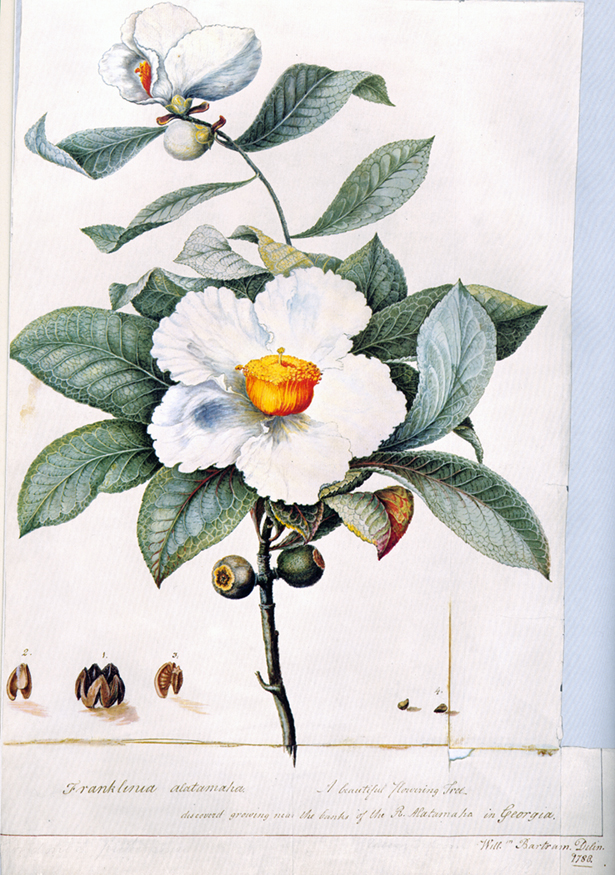
Franklinia alatamaha Afbeelding gemaakt door William Bartram (1782)

In die tijd was dit een standaardwerk over de Amerikaanse natuurlijke historie. Het werk werd beroemd om de natuurgetrouwe beschrijvingen van het Amerikaanse landschap. Het werk inspireerde schrijvers en dichters uit de Romantiek zoals William Wordsworth.

### Nalatenschap
In 1802 ontmoette hij Alexander Wilson. Wilson bezocht William regelmatig op het landgoed en Bartram bracht hem de grondbeginselen bij van de Amerikaanse ornithologie. De laatste decennia van zijn leven werkte Bartram in stilte en weigerde verzoeken om colleges te geven of mee te gaan met expedities. Op zijn landgoed hield hij een dagboek bij over weersverschijnselen en planten en vogels die hij waarnam.
Bartram is soortauteur van diverse planten- en schimmelsoorten. Als eerbetoon benoemde Lesson het vogelgeslacht Bartramia. Het bevat de soort Bartramia longicauda (Bartrams ruiter). Het gelijknamige bladmossengeslacht Bartramia is naar zijn vader John Bartram genoemd.  William Bartram is geen auteur van vogelsoorten; wel verzamelde hij de type-exemplaren van maar liefst 14 Amerikaanse vogelsoorten.
- Bibsys: 90783771
- Biblioteca Nacional de España: XX1609657
- Bibliothèque nationale de France: cb122395855 (data)
- Author citation (botany): W.Bartram
- CiNii: DA01643083
- Stuttgart Database of Scientific Illustrators 1450–1950: 261
- Gemeinsame Normdatei: 118657429
- International Standard Name Identifier: 0000 0001 0888 0717
- Library of Congress Control Number: n80034451
- Nationale Bibliotheek van Tsjechië: jn19990000489
- Nationale bibliotheek van Australië: 35014768
- Nationale Bibliotheek van Israël: 987007271044905171
- Nederlandse Thesaurus van Auteursnamen: 080619339
- Réseau des bibliothèques de Suisse occidentale: 02-A002973696
- RKD-Nederlands Instituut voor Kunstgeschiedenis: 430402
- SNAC: w67w6bvk
- Système universitaire de documentation: 031118569
- Trove: 790573
- Union List of Artist Names: 500092786
- Virtual International Authority File: 36972348
- WorldCat: E39PBJk4xJkfbRQcDCmkYPhvHC